# Paraprefica
Paraprefica — викопний птах родини потуєвих (Nyctibiidae), що існував в еоцені в Європі. Декілька добре збережених зразків птаха знайдено у відкладеннях Мессельського кар'єру в Німеччині. На основі цих решток описано два види — Paraprefica kelleri та Paraprefica major. Спершу види зближували з родом Prefica, що тісно пов'язаний з сучасним гуахаро (Steatornis). Однак пізніші дослідження показали, що Paraprefica має характеристики, що виявлені лише у родині потуєвих (Nyctibiidae).